# Ivan Bodin
Pour les articles homonymes, voir Bodin.
Erik Ivan « Bodde » Bodin (né le 20 juillet 1923 à Sundsvall en Suède et mort le 29 août 1991) était un joueur de football et de bandy suédois.

## Biographie
Bodin débute tout d'abord sa carrière dans le club du Mälarhöjdens IK. En 1948, il rejoint le grand club suédois de l'AIK Solna, avec qui il pratique également le bandy.
Il fait ses débuts à l'AIK Fotboll lors d'une victoire 3:0 contre l'IS Halmia en Allsvenskan. Il se révèle rapidement être un cadre de l'équipe avec des coéquipiers comme Bertil Bäckvall notamment. Il atteint même une finale de coupe de Suède qu'ils gagnent 1:0 contre le Landskrona BoIS.
Bodin est également l'un des sélectionnés de l'équipe de Suède lors de la coupe du monde 1950 au Brésil.
En 1955, il prend sa retraite sportive.